# ベルール
ベルール (Béroul) は、12世紀のノルマン人の詩人。『トリスタン』の執筆者。
ベルールとは、ノルマン語で書かれた『トリスタンとイゾルデ』伝説の詩におけるひとつの版の著者に、習慣的に帰されている名前である。この文学は現在までただひとつの写本（フランス国立図書館、写本番号 fr. 2171）にて伝わっており、冒頭と末尾が切りとられている（全部で4485の詩行だけが残っている）。この写本は一部は13世紀後半のものと年代がわかっている（事実、中世の物語はほとんどつねに、本文の構成よりもずっと後の写本によって伝わっている）。

## 著者の推定
歴史的観点から言えば、ベルールの生涯についてはほとんどなにもわかっていない。この著者は作中で2度、第1268行と第1790行でみずからの名前を名乗っている。しかしながら、この « Berox » がわれわれの有している写本の版の著者であるのか、それともその著者が拠った原資料のものなのかを知ることはできない。この作品の著者はノルマン人であったが、イングランドにもとてもよく通じており、そこで過ごした可能性があること、またおそらくはプランタジネット朝のヘンリー2世の宮廷のために著作した可能性があることを、本文と言語学的な手がかりから主張しうる。ただし中世史家 André de Mandach は、このベルールであった可能性がある、サン゠テヴルー (St-Evroult) 修道院のベネディクト会士ベロルドゥス (Beroldus) なる人物を発見している（ただし証明はまったく不可能である）。本文の書かれた年代を決定することは難しいが、1160年から1190年のあいだに位置づけられ、もっとも正確には1170年ころであろうと思われる。
一方で、中世史家たちはこの写本によって伝わっている本文が単独の著者によって書かれたものか、それとも2人の著者によるものか（この場合 « Béroul » は、この作品の第2751行までの前半分だけの著者になる）を判別するため議論している。この議論が将来に解決する見通しはほとんどない：著者の二重性という仮説を支持する証拠は十分に多いのだが、この作品には構成の一定の統一の痕跡が見られるだけに、確固たる証明には不十分である。著者の二重性の仮説によれば、著作年代のさらなる正確化が可能であり、前半部は1165年から1170年、後半部は1190年という。

## トリスタン
ベルールの『トリスタン』は、『トリスタンとイゾルデ』の伝説がいわゆる「流布本系」として作成されたもののうち、最も古いものの代表例とされる。反対に、ブリテンのトマの詩の断片は、「宮廷本系」の代表とされる。アイルハルト・フォン・オベルクはこの伝説をドイツ語で執筆しており、ベルールの書いたエピソードでトマの作品にないものの多くが『散文のトリスタン』に登場している。ベルールの詩は写本が1つだけ、パリのフランス国立図書館に残っている。この写本は不完全であり、詩の一部については他の詩人によって執筆されたのではないか、と考えられてもいる。実際のところ、内容的にも近代的な物語詩があるべき姿とは離れたものであり、プロットは支離滅裂で原因から結果に至るまでの過程が欠けていたり、登場人物の性格が充分に定まってはいない。しかし、フェドリック (Alan S. Fedrick) はベルールの時代の文学作品では、このようなことは当たり前だったのではないかと主張している。

## 日本語訳
- 新倉俊一ほか訳『フランス中世文学集』全4巻、白水社、1990年～1996年
  - 第1巻にベルール、ブリテンのトマなどのトリスタン物語の異本数点を収録。